# Takuto Haraguchi
Takuto Haraguchi (født 3. maj 1992) er en japansk fodboldspiller, som spiller for den japanske fodboldklub Gainare Tottori.